# 손종권 (1900년)
손종권(孫宗權, 일본식 이름: 松田行正, 1900년 1월 ~ ?)은 일제강점기의 지방행정 관료이다.

## 생애
전라남도 구례군 출신이다. 1918년에 경성고등보통학교를 졸업하고 조선총독부 관리가 되어 고향 구례군에서 근무를 시작했다.
1920년에는 군서기로 승진하여 전남 완도군, 곡성군, 제주군, 담양군, 함평군, 진도군, 영암군에서 차례로 근무하였다. 1935년에는 총독부 군수로 발탁되었고, 광양군을 시작으로 고흥군과 담양군 군수를 역임했다.
광양군수로 재직 중이던 1935년에 총독부가 편찬한 《조선공로자명감》에 조선인 공로자 353명 중 한 명으로 실려 있다. 태평양 전쟁 종전 전인 1942년에 담양군수로 재직 중이었고, 이때 고등관 5등으로 종6위 훈6등에 서위되어 있었다.
2008년 발표된 민족문제연구소의 친일인명사전 수록예정자 명단 중 관료 부문에 포함되었다.

## 참고자료
- 손종권(孫宗權) - 국사편찬위원회